# 207e régiment d'infanterie (France)
Le 207e régiment d'infanterie (207e RI) est un régiment d'infanterie de l'Armée de terre française créé sous la Révolution à partir de la 207e demi-brigade de première formation, recréé en 1914 avec les bataillons de réserve du 7e régiment d'infanterie.

## Création et différentes dénominations
- Août 1914 : 207e Régiment d'Infanterie
- Il sera dissous le 14 mai 1917.

## Chefs de corps
- 6 août - 17 décembre 1914 : colonel Jannet
- 17 décembre 1914 - 8 juillet 1915 : lieutenant-colonel de la Verrie
- 8 juillet 1915 - 6 août 1916 : lieutenant-colonel François (mort au combat)
- 15 août 1916 - 14 mai 1917 : lieutenant-colonel Neltner

## Première Guerre mondiale

### Affectations
août 1914 casernement Cahors, au 17e Corps d'Armée puis à la 33e Division d'Infanterie de juillet 1915 à mai 1917.

### Historique

#### 1914
Bouconville...Thermes...Haraucourt...Protection de l'artillerie du Corps d'Armée...champagne...

#### 1915
La Marne...Artois...

#### 1916
artois...Agny puis secteur de Verdun....

#### 1917
Même secteur...Attaque du Chemin des Dames...
il perdit la moitié de son effectif il sera dissous le 14 mai 1917.

## Drapeau
Il porte, cousues en lettres d'or dans ses plis, les inscriptions suivantes :
- Champagne 1915
- Artois 1915

## Décorations décernées au régiment
Aucune citation au régiment.

## Sources et bibliographie
- Archives militaires du château de Vincennes.
- À partir du Recueil d'historiques de l'Infanterie française (général Andolenko - Eurimprim 1969).
- Historique sommaire du 207e régiment d'infanterie : Campagne 1914-1918, Cahors, Imprimerie typographique Coueslant, 1920, 31 p., lire en ligne sur Gallica.